# Diaptomus dilobatus
Diaptomus dilobatus är en kräftdjursart som beskrevs av Wilson. Diaptomus dilobatus ingår i släktet Diaptomus och familjen Diaptomidae. Inga underarter finns listade i Catalogue of Life.